# يوم مثالي لسمك البنانافيش
«يوم مثالي لسمك البنانافيش» هي قصة قصيرة كتبها ج. د. سالينجر، نُشرت في الأصل في عدد 31 يناير 1948 من مجلة النيويوركر. نُشرت في عام 1949 في مجموعة 55 قصة قصيرة من مجلة النيويوركر، وكذلك في مجموعة سالينجر لعام 1953، تسع قصص. القصة عبارة عن فحص غامض لزوجين شابين، موريل وسيمور غلاس، أثناء إجازتهما في فلوريدا. إنها أولى قصصه التي يعرض فيها أحد أفراد عائلة غلاس الخيالية.
عندما قدّم سالينجر البالغ من العمر ثمانية وعشرين عامًا المخطوطة إلى مجلة النيويوركر في يناير 1947، بعنوان «ذا بنانافيش»، قُرأ الحوار المدروس وأسلوبه الدقيق باهتمام من قبل محرر قصص الخيال وليام ماكسويل وموظفيه، على الرغم من أن الهدف من القصة، في هذه النسخة الأصلية، اعتبر غير مفهومًا.
بناءً على طلب ماكسويل، شرع سالينجر في إعادة صياغة متكاملة للمؤلَّف، مضيفًا القسم الافتتاحي مع شخصية موريل، وصاغ المادة الأدبية ليقدم فيها نظرة معمّقة عن وفاة سيمور المأساوية. قام سالينجر، من خلال التشاور المتكرر مع المحرر غوس لوبرانو، بمراجعة القصة عدة مرات طوال عام 1947، مُعيدًا تسميتها باسم «يوم جميل لسمك البنانافيش». نشرت مجلة النيويوركر النسخة النهائية باسم «يوم مثالي لحساء البنانافيش» بعد عام واحد من تسليم سالينجر المخطوطة لأول مرة.
قوبل ذلك الجهد بقبول فوري، ووفقًا لكاتب سيرة سالينجر الذاتيّة بول ألكساندر، كانت «القصة التي ستغير مكانته في المجتمع الأدبي بشكل دائم». كان قرار سالينجر أن يتعاون مع ماكسويل وموظفي مجلة النيويوركر في تطوير القصة بمثابة تقدم كبير في حياته المهنية وأدى إلى دخوله إلى مرتبة نخبة المؤلفين في المجلة.

## ملخص الحبكة
تجري أحداث القصة في منتجع ساحلي فاخر في فلوريدا. موريل غلاس، امرأة ثرية مُستغرقة في التفكير، تُهاتف والدتها من جناحها الفندقي لمناقشة وضع زوجها سيمور، وهو جندي مخضرم عائد من الحرب العالمية الثانية خرج مؤخرًا من مستشفى عسكري؛ هذا يعني ضمنًا أنه كان يجري تقييمًا للاضطرابات النفسية. تشعر والدة موريل بالقلق بسبب تقارير صهرها التي تشير إلى تصرفاته الغريبة وابتعاده المتزايد عن المجتمع، وتحذر ابنتها من أنه «قد يفقد السيطرة على نفسه». تنفي موريل ملاحظاتها باعتبارها مبالغًا فيها، مُعتبرةً فرط الحساسية لدى زوجها غير خطير ويمكن التحكم فيه. لم تُعبر أيّ من السيدتين عن القلق من أن سلوك سيمور غير العقلاني قد يشير إلى أنه يعاني عاطفياً.
في هذه الأثناء، في الشاطئ المجاور للمنتجع، تُركت طفلة تدعى سيبيل كاربنتر دون إشراف والدتها التي ذهبت كي تشرب في حانة الفندق. تتجول سيبيل على الشاطئ وتجد سيمور، مستلقيًا بمفرده على بعد ربع ميل من الفندق. تُوبخ سيبل سيمور لأنه سمح لطفلة أخرى، شارون ليبشوتز، بالجلوس معه في الليلة السابقة، بينما كان يعزف للضيوف على بيانو ردهة الفندق. يحاول سيمور تهدئة سيبيل باقتراحه أن يقوموا «باصطياد سمك البنانافيش»، لكن سيبل تُصر على أن يختار سيمور بينها وبين شارون ليبشوتز. يرد سيمور بأنه لاحظ سيبل وهي تسيء معاملة كلب أحد نزلاء الفندق، فتلتزم الفتاة الصمت.
وضع سيمور سيبل على عوامة مطاطيّة وخاض في الماء، حيث أخذ يروي لها قصة «الحياة المأساوية جدًا» لسمك البنانافيش: الذين يُتخمون أنفسهم بتناول الموز، ويصبحون أكبر من أن يتمكنوا من الهروب من ثقوب تغذيتهم، فيموتون. لم تنزعج سيبل من القصة، وادّعت أنها ترى سمكة بنانافيش تحتوي على ستة من الموز في فمها. يُقبّل سيمور قوس أحد قدميها بعطف، ويعيدها إلى الشاطئ، حيث تنصرف.
ذات مرة وبينما كان لوحده، عائدًا إلى الفندق، يصبح سيمور أقل أُلفةً. يبدأ جدالًا لا أساس له مع امرأة في مصعد، متهماً إياها بالتحديق في قدميه ووصفها بأنها «لعينة تختلس النظر». يعود إلى غرفته في الفندق، حيث كانت زوجته نائمة فترة القيلولة. يستخرج مسدساً من بين أمتعته وينتحر فجأة.